# Cueva de los Verdes
Cueva de los Verdes (tiếng Tây Ban Nha "hang động" Xanh "), bởi vì trong quá khứ chủ sở hữu của nó là gia đình" Verdes ") là một ống dung nham nằm ở đảo Lanzarote trong quần đảo Canary (Tây Ban Nha).
Các hang động là một khu vực được bảo vệ quần đảo Canary. Hang động được tạo ra khoảng 3.000 năm trước từ một vụ phun trào núi lửa ở La Corona. Một dòng dung nham khổng lồ chảy qua de Malpaís la Corona. Trong một thời gian dài, các dòng dung nham chảy để lại một phần hàng đầu để trở thành một hang động.
Trong khoảng 20 điểm hang động sụp đổ và hình thành. Cueva de los Verdes được hình thành từ các bộ phận của đất núi lửa và kéo dài từ 1 km đến 6 km của dòng dung nham cũ, đây là hang động dung nham dài thứ hai trên thế giới.
Trong thế kỷ trước, người dân khắp Lanzarote trốn trong hang động này để bảo vệ mình khỏi những tên cướp biển. Hai km, hoàn toàn bảy cây số của hệ thống hang động được phát triển.
Các bức tường hang động đầy màu sắc. Các bộ phận của hang động sâu. Một số bộ phận của các hang động được bao phủ bởi nước biển.
Các hang động là nổi tiếng với phòng hòa nhạc của nó mà nằm gần lối vào và lối ra của hang động. Có chỗ ngồi trong các phòng hòa nhạc, khoảng 15 đến 20 dòng với 26 ghế trong mỗi hàng, cho phép lên đến 500 người trong phòng hòa nhạc cùng một lúc.